# San Llorente (kommunhuvudort)
San Llorente är en kommunhuvudort i Spanien.   Den ligger i provinsen Provincia de Valladolid och regionen Kastilien och Leon, i den centrala delen av landet, 140 km norr om huvudstaden Madrid. San Llorente ligger 889 meter över havet och antalet invånare är 170.
Terrängen runt San Llorente är platt norrut, men söderut är den kuperad. Runt San Llorente är det glesbefolkat, med 8 invånare per kvadratkilometer. Närmaste större samhälle är Peñafiel, 10,2 km söder om San Llorente. Trakten runt San Llorente består till största delen av jordbruksmark.